# Kanton Clerval
Der Kanton Clerval war bis 2015 ein französischer Wahlkreis im Département Doubs und in der damaligen Region Franche-Comté. Er umfasste 23 Gemeinden im Arrondissement Montbéliard; sein Hauptort (frz.: chef-lieu) war Clerval. Die landesweiten Änderungen in der Zusammensetzung der Kantone brachten im März 2015 seine Auflösung. Vertreter im conseil général des Départements war zuletzt von 2008 bis 2015 Frédéric Cartier.

## Gemeinden
| - Anteuil - Belvoir - Branne - Chaux-lès-Clerval - Chazot - Clerval - Crosey-le-Grand - Crosey-le-Petit - Fontaine-lès-Clerval - L’Hôpital-Saint-Lieffroy - Orve - Pompierre-sur-Doubs | - Rahon - Randevillers - Roche-lès-Clerval - Saint-Georges-Armont - Sancey-le-Grand - Sancey-le-Long - Santoche - Surmont - Vellerot-lès-Belvoir - Vellevans - Vyt-lès-Belvoir |